# Tom Heaton
Pour les articles homonymes, voir Heaton.
Thomas « Tom » David Heaton, né le 15 avril 1986 à Chester, est un footballeur international anglais qui évolue au poste de gardien de but à Manchester United.

## Carrière

### En club
Formé à Manchester United, Tom Heaton va connaître un début de carrière fait de prêts (Swindon, Royal Antwerp, cardiff City, etc)
Le 15 juin 2010, il fait son retour à Cardiff un an après sa première venue, cette fois-ci dans le cadre d'un transfert définitif et non plus d'un prêt. Rapidement, il s'impose dans les cages de Cardiff au détriment du gardien international David Marshall, blessé plus de six mois entre fin 2010 et mi-2011. Néanmoins, une blessure à l'aine en février 2011 contraint les dirigeants du club à recruter en urgence deux gardiens, l'international gallois Jason Brown et le gardien de Derby City, Stephen Bywater, tous deux en prêt, dans la mesure où le seul gardien valide au club est le jeune Canadien Jordan Santiago, inexpérimenté pour le niveau demandé. Fin mars, Heaton revient de sa blessure après une absence de quatre matchs mais, quelques jours après son retour, il se plaint à nouveau de son aine.
La saison suivante, l'arrivée de Malky Mackay comme nouvel entraîneur de Cardiff City pousse Heaton sur le banc des remplaçants et le joueur ne participe qu'à quelques rencontres. Il prend toutefois part à la campagne du club en Coupe de la Ligue durant laquelle il réalise des prestations remarquées. Le 24 janvier 2012, en arrêtant deux pénalties lors de la séance des tirs au but, il est pour une bonne part celui qui qualifie Cardiff en finale de l'épreuve au détriment de Crystal Palace, gagnant dans la presse le titre de « héros ». Le 26 février 2012, il prend part à cette même finale, qui oppose Cardiff City à Liverpool au stade de Wembley, match que remporte Liverpool aux tirs au but.
En mai 2013, il rejoint Burnley, avec lequel il est promu au Premier League pour la saison 2014-15. Lors de cette saison, Heaton participe à tous les matchs du championnat anglais de son équipe. Mais il ne pourra pas empêcher la relégation de son club en Championship. Burnley retrouve la Premier League à la suite d'une saison couronné d'un titre de champion d'Angleterre de D2 ou le rôle de Tom Heaton fut important.
Le 10 septembre 2017, il se blesse à l'épaule et est écarté des terrains pour plusieurs mois, donnant ainsi du temps de jeu au gardien remplaçant Nick Pope.
Le 1er août 2019, Heaton est transféré à Aston Villa, après avoir joué 200 matchs sous le maillot de Burnley.
Le 2 juillet 2021, Heaton revient à Manchester United sur la base d'un contrat de deux saisons.

### International
Le 21 mai 2015, Tom Heaton est retenu dans le groupe anglais par Roy Hodgson pour affronter l'Irlande et la Slovénie. À la suite de cela, il est régulièrement appelé pour les éliminatoires de l'Euro 2016.
Le 16 mai 2016, il est convoqué en équipe d'Angleterre par Hodgson pour faire partie de l'effectif de l'Euro 2016 comme troisième choix au poste de gardien derrière Joe Hart et Fraser Forster. Le 27 mai 2016, il remplace Fraser Forster à la 87e minute d'une rencontre amicale contre l'Australie, honorant ainsi sa première sélection.
Le 16 mai 2018, il a été l'un des cinq joueurs nommés en tant que remplaçants pour l'équipe d'Angleterre de 23 joueurs pour la Coupe du Monde 2018,,. Heaton faisait également partie de l'équipe qui a terminé troisième lors de la Ligue des nations de l'UEFA 2018-2019 aux finales de la Ligue des Nations 2019 au Portugal, le meilleur résultat international majeur de l'Angleterre depuis l'Euro 1968,. Le 10 juin 2024, Heaton a été convoqué par l'équipe d'Angleterre pour travailler en tant que gardien d'entraînement pour l'UEFA Euro 2024,.

## Statistiques
| Saison                | Club                       | Championnat           | Championnat | Championnat | Coupe(s) nationale(s) | Coupe(s) nationale(s) | Compétition(s) continentale(s) | Compétition(s) continentale(s) | Compétition(s) continentale(s) | Total | Total |
| Saison                | Club                       | Division              | M.          | B.          | M.                    | B.                    | Comp.                          | M.                             | B.                             | M.    | B.    |
| 2005-2006             | Swindon Town (prêt)        | League One            | 14          | 0           | 5                     | 0                     | -                              | -                              | -                              | 19    | 0     |
| 2005-2006             | Royal Antwerp FC (prêt)    | Proximus League       | 0           | 0           | 0                     | 0                     | -                              | -                              | -                              | 0     | 0     |
| 2006-2007             | Manchester United          | Premier League        | 0           | 0           | 0                     | 0                     | -                              | -                              | -                              | 0     | 0     |
| 2007-2008             | Manchester United          | Premier League        | 0           | 0           | 0                     | 0                     | -                              | -                              | -                              | 0     | 0     |
| Sous-total            | Sous-total                 | Sous-total            | 0           | 0           | 0                     | 0                     | -                              | -                              | -                              | 0     | 0     |
| 2008-2009             | Cardiff City (prêt)        | Championship          | 21          | 0           | 3                     | 0                     | -                              | -                              | -                              | 24    | 0     |
| 2009-2010             | Queens Park Rangers (prêt) | Championship          | 0           | 0           | 2                     | 0                     | -                              | -                              | -                              | 2     | 0     |
| 2009-2010             | Rochdale AFC (prêt)        | League Two            | 12          | 0           | 0                     | 0                     | -                              | -                              | -                              | 12    | 0     |
| 2009-2010             | Wycombe Wanderers (prêt)   | League One            | 16          | 0           | 0                     | 0                     | -                              | -                              | -                              | 16    | 0     |
| 2010-2011             | Cardiff City               | Championship          | 27          | 0           | 3                     | 0                     | -                              | -                              | -                              | 30    | 0     |
| 2011-2012             | Cardiff City               | Championship          | 2           | 0           | 8                     | 0                     | -                              | -                              | -                              | 10    | 0     |
| Sous-total            | Sous-total                 | Sous-total            | 29          | 0           | 11                    | 0                     | -                              | -                              | -                              | 40    | 0     |
| 2012-2013             | Bristol City               | Championship          | 43          | 0           | 1                     | 0                     | -                              | -                              | -                              | 44    | 0     |
| 2013-2014             | Burnley FC                 | Championship          | 46          | 0           | 4                     | 0                     | -                              | -                              | -                              | 50    | 0     |
| 2014-2015             | Burnley FC                 | Premier League        | 38          | 0           | 2                     | 0                     | -                              | -                              | -                              | 40    | 0     |
| 2015-2016             | Burnley FC                 | Championship          | 46          | 0           | 2                     | 0                     | -                              | -                              | -                              | 48    | 0     |
| 2016-2017             | Burnley FC                 | Premier League        | 35          | 0           | 1                     | 0                     | -                              | -                              | -                              | 36    | 0     |
| 2017-2018             | Burnley FC                 | Premier League        | 4           | 0           | 0                     | 0                     | -                              | -                              | -                              | 4     | 0     |
| 2018-2019             | Burnley FC                 | Premier League        | 19          | 0           | 1                     | 0                     | C3                             | 2                              | 0                              | 22    | 0     |
| Sous-total            | Sous-total                 | Sous-total            | 188         | 0           | 10                    | 0                     | -                              | 2                              | 0                              | 200   | 0     |
| 2019-2020             | Aston Villa                | Premier League        | 20          | 0           | 0                     | 0                     | -                              | -                              | -                              | 20    | 0     |
| 2020-2021             | Aston Villa                | Premier League        | 0           | 0           | 0                     | 0                     | -                              | -                              | -                              | 0     | 0     |
| Sous-total            | Sous-total                 | Sous-total            | 20          | 0           | 0                     | 0                     | -                              | -                              | -                              | 20    | 0     |
| 2021-2022             | Manchester United          | Premier League        | 0           | 0           | 0                     | 0                     | C1                             | 1                              | 0                              | 1     | 0     |
| 2022-2023             | Manchester United          | Premier League        | 0           | 0           | 2                     | 0                     | C3                             | 0                              | 0                              | 2     | 0     |
| 2023-2024             | Manchester United          | Premier League        | 0           | 0           | 0                     | 0                     | C1                             | 0                              | 0                              | 0     | 0     |
| 2024-2025             | Manchester United          | Premier League        | 0           | 0           | 0                     | 0                     | C3                             | 0                              | 0                              | 0     | 0     |
| Sous-total            | Sous-total                 | Sous-total            | 0           | 0           | 2                     | 0                     | -                              | 1                              | 0                              | 3     | 0     |
| Total sur la carrière | Total sur la carrière      | Total sur la carrière | 343         | 0           | 34                    | 0                     | -                              | 3                              | 0                              | 380   | 0     |

### En sélection
| Années                | Sélection             | Phases finales         | Phases finales | Phases finales | Phases finales | Éliminatoires | Éliminatoires | Éliminatoires | Éliminatoires | Amicaux | Amicaux | Amicaux | Autres compétitions | Autres compétitions | Autres compétitions | Autres compétitions | Total | Total | Total |
| Années                | Sélection             | Comp.                  | M.             | B.             | P.d.           | Comp.         | M.            | B.            | P.d.          | M.      | B.      | P.d.    | Comp.               | M.                  | B.                  | P.d.                | M.    | B.    | P.d.  |
| --------------------- | --------------------- | ---------------------- | -------------- | -------------- | -------------- | ------------- | ------------- | ------------- | ------------- | ------- | ------- | ------- | ------------------- | ------------------- | ------------------- | ------------------- | ----- | ----- | ----- |
| 2015                  | Angleterre            | -                      | -              | -              | -              | Euro 2016     | 0             | 0             | 0             | 0       | 0       | 0       | -                   | -                   | -                   | -                   | 0     | 0     | 0     |
| 2016                  | Angleterre            | Euro 2016              | 0              | 0              | 0              | CdM 2018      | 0             | 0             | 0             | 2       | 0       | 0       | -                   | -                   | -                   | -                   | 2     | 0     | 0     |
| 2017                  | Angleterre            | -                      | -              | -              | -              | CdM 2018      | 0             | 0             | 0             | 1       | 0       | 0       | -                   | -                   | -                   | -                   | 1     | 0     | 0     |
| 2018                  | Angleterre            | Coupe du monde 2018    | -              | -              | -              | -             | -             | -             | -             | -       | -       | -       | LdN                 | -                   | -                   | -                   | 0     | 0     | 0     |
| 2019                  | Angleterre            | Ligue des nations 2019 | 0              | 0              | 0              | Euro 2020     | 0             | 0             | 0             | -       | -       | -       | -                   | -                   | -                   | -                   | 0     | 0     | 0     |
| Total sur la carrière | Total sur la carrière | Total sur la carrière  | 0              | 0              | 0              | -             | 0             | 0             | 0             | 3       | 0       | 0       | -                   | 0                   | 0                   | 0                   | 3     | 0     | 0     |

#### Matchs internationaux
Le tableau suivant liste les rencontres de l'équipe d'Angleterre dans lesquelles Tom Heaton a été sélectionné depuis le 27 mai 2016 jusqu'à présent :

## Palmarès

### En club
| Cardiff City (0)                              | Burnley FC (1)                          | Aston Villa (0)                               | Manchester United (1)                         |
| --------------------------------------------- | --------------------------------------- | --------------------------------------------- | --------------------------------------------- |
| - Coupe de la Ligue (0) : - Finaliste en 2012 | - Championship (1) : - Champion en 2016 | - Coupe de la Ligue (0) : - Finaliste en 2020 | - Coupe de la Ligue (1) : - Vainqueur en 2023 |